# Сочинский океанариум
Адлерский океанариум «Sochi Discovery World Aquarium» — океанариум с акриловым тоннелем длиной 44 метра. Расположен в Адлерском районе города Сочи, на территории Курортного городка.

## Описание
В состав океанариума входят:

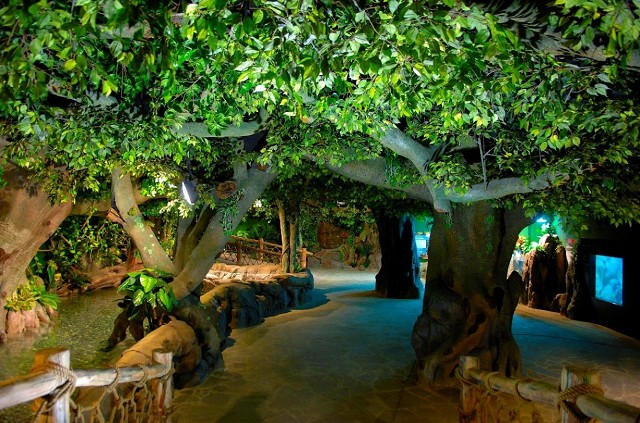
Экспозиция «Тропический лес»

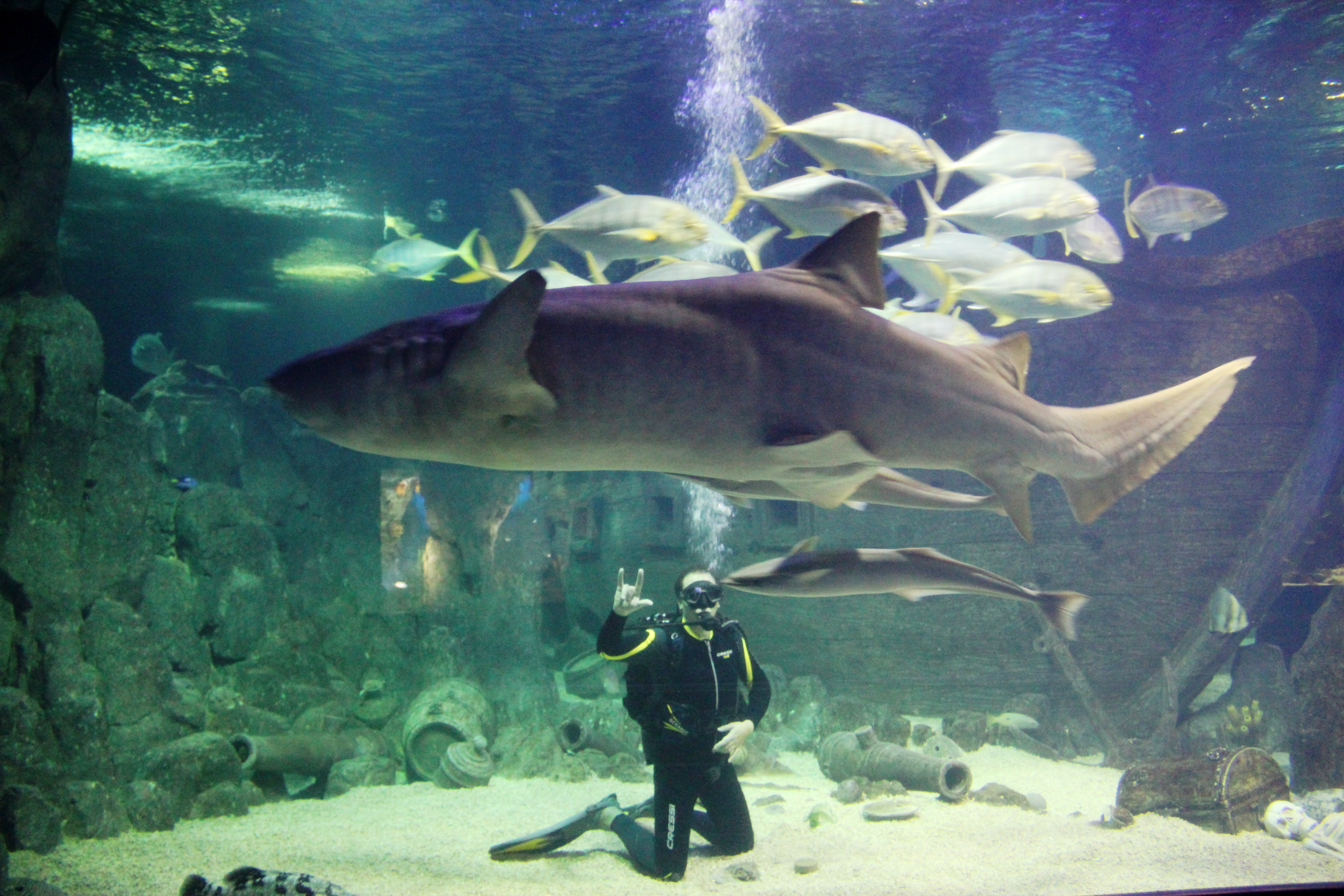
Дайвинг во время шоу-программы

- 34 аквариума с общим объёмом воды 5 миллионов литров;
- акриловый акулий туннель для посетителей длиной 44 метра;
- смотровое окно площадью 24 квадратных метра;
- экспозиция «Тропический лес»;
- пруды с карпами кои, которых посетители могут покормить;
- дайвинг-центр[1][2][3][4];
- экспозиция «Останки затонувшего корабля» (смотровое окно, тоннель).

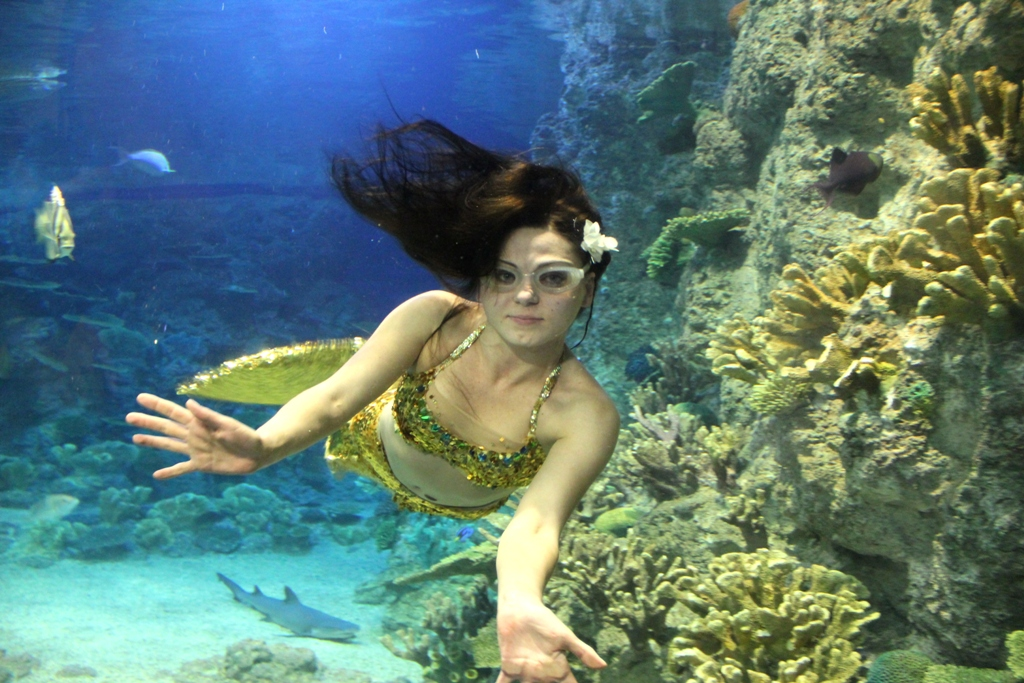
«Русалка» в Адлерском океанариуме

## Адрес
- Сочи, 354367 Адлерский район, Курортный Городок, ул. Ленина 219а/4[5]